# شخصیت شراکتی
شخصیت شراکتی (به انگلیسی: corporate personhood)، مفهوم حقوقی است که یک کورپوریشن جدا از افراد مرتبط با آن (مانند مالکان، مدیران و کارکنان)، حداقل دارای برخی از حقوق و مسئولیت‌های قانونی است که اشخاص حقیقی از آن برخوردار هستند. در اکثر کشورها، شرکت‌ها به‌عنوان اشخاص حقوقی، حق دارند مانند اشخاص حقیقی یا افرادی که مرتبط با هیچ شرکتی نیستند با سایر طرف‌ها، قرارداد منعقد کرده و در دادگاه شاکی شده یا علیه شان شکایت درج گردد.

## تاریخچه اولیه
هند، اولین بار در سال ۸۰۰ قبل از میلاد به śreṇī که همانند یک اتحادیه بود و در جهت منافع عمومی فعالیت داشت، شخصیت شراکتی اعطا کرد. جمهوری روم به شهرداری‌ها، شرکت‌های خدمات عامه که خدمات عامه را مدیریت می‌کردند، و انجمن‌های داوطلبانه (collegia) مانند کلیسای قدیم کاتولیک، شخصیت شراکتی داد. کالج‌های متنوع دارای حقوق و مسئولیت‌های متفاوتی بودند که مستقل از فرد فرد اعضای آن بود. برخی از کالج‌ها شبیه اصناف قرون وسطی متأخر بودند و اجازه داشتند نیازهای یک تجارت را به‌طور کلی پیش ببرند، اما کالج‌ها اجازه نداشتند تا اعضای خود را بیشتر بسازند.
در قرون وسطی، یک «شخصیت» حقوقی می‌توانست بعد از فوت بنیان‌گذاران، مالکیت جمعی دائمی دارایی‌ها را تسهیل کرده و از قوانین میراث مالکیت شخصی اجتناب کند. بعدها، شخصیت‌دهی شرکت‌ها به‌عنوان یک روش مؤثر و مطمئن توسعه اقتصادی مورد حمایت قرار گرفت: یکی از مزیت‌های آن در مقایسه به ساختارهای موجود شرکت‌ها، ادامه حیات شرکت در صورت فوت یکی از اعضای آن بود؛ یعنی توانایی عمل بدون اتفاق آرا و مسئولیت محدود داشتند. خود کلمه «کورپوریشن – شرکت» از واژه لاتین corpus («بدن») گرفته شده‌است و شخصیت شراکتی اغلب در نوشته‌های قرون وسطایی دیده می‌شود. در دوره رنسانس، حقوقدانان اروپایی به‌طور معمول معتقد بودند که کلیساها و دانشگاه‌های که توسط دولت اجاره شده‌اند، می‌توانند مستقل از اعضای آن، دارایی به دست آورند، قرارداد ببندند، شکایت کنند و مورد شکایت قرار گیرند. دولت (پاپ) به سازمان‌های مذهبی «قدرت جانشینی دائمی» اعطا کرد: این یعنی پس از مرگ اعضای کلیسا، اموال کلیسا به ارباب محلی بازگردانده نشده و شامل مالیات نمی‌گردید. برخی از منشورهای شهرها صراحتاً به شهرهای قرون وسطایی حق خودمختاری داده بودند. تلاش‌های تجاری در قرون وسطی از زمره نهادهای شخصیت داده شده نبودند، و حتی کمپانی‌های تجاری پرخطر در اصل به‌عنوان شراکت‌های معمولی اداره می‌شدند نه به‌عنوان شرکت. شخصیت‌دهی انحصاری کمپانی هند شرقی در سال ۱۶۰۰ زمینه جدیدی را ایجاد کرد و تا پایان قرن، سرمایه‌گذاری‌های تجاری اغلب به دنبال شخصیت‌دهی شرکت‌ها در اروپا و قاره آمریکا بودند. در قرن نوزدهم، مسیر قوانین شرکت‌های بریتانیایی و آمریکایی از هم جدا شدند. قوانین بریتانیا در این دوره (مانند «مصوبه شرکت‌های سهامی ۱۸۵۶»‏) بر شرکت‌های تمرکز می‌کردند که بیشتر شبیه سرمایه‌گذاری‌های مشترک سنتی بودند، در حالی که قوانین آمریکا به دلیل نیاز به مدیریت بستر متنوع شرکت‌ها، به‌صورت متفاوت شکل می‌گرفت.

## قوانین خاص کشورها

### هند
بر اساس قوانین هند، شرکت‌ها، ارگان‌های مدیریتی و … و برای بعضی از حقوق غیرانسانی دیگر جایگاه «شخص حقوقی» داده شده‌اند. در پرونده‌های قضایی مربوط به شرکت، سهام‌داران مسئولیتی در قبال قرضه‌های شرکت ندارند، اما خود شرکت به‌عنوان «شخص حقوقی» موظف به بازپرداخت این قرضه‌ها بوده یا به دلیل عدم بازپرداخت قرضه می‌تواند مورد شکایت قرار بگیرد. نهادهای غیرانسانی که طبق قانون به آن‌ها «شخصیت شراکتی» داده شده‌است «حقوق و مسئولیت‌های دارند؛ می‌توانند شکایت کنند و مورد شکایت قرار بگیرند، می‌توانند املاک را تحت ملکیت خود داشته یا آن را انتقال دهند». از آن‌جای که این نهادهای غیرانسانی «بی صدا» هستند، به‌طور قانونی «از طریق سرپرست و نمایندگان» برای مطالبه حقوق قانونی و انجام وظایف و مسئولیت‌های قانونی شان نمایندگی می‌شوند. نهادهای غیرانسانی خاصی که به آن‌ها جایگاه «شخص حقوقی» داده می‌شود عبارت از «شخصیت شرکتی، ارگان سیاسی، اتحادیه‌های خیریه و …» و همچنین اتحادیه املاک، الوهیت، معابد، کلیساها، مساجد، بیمارستان‌ها، دانشگاه‌ها، کالج‌ها، بانک‌ها، راه‌آهن، شهرداری‌ها و شوراهای روستا، دریاها، تمام حیوانات و پرندگان.

### در ایالات متحده
در برههٔ از تاریخ ایالات متحده، عبارت «شخصیت شراکتی» بحث حقوقی جاری اشاره دارد در مورد این‌که تا چه حد باید حقوقی که به‌طور سنتی به اشخاص حقیقی مرتبط است به شرکت‌ها نیز داده شود. یک یادداشت منتشر شده توسط گزارش‌گر دادگاه در پرونده دادگاه عالی سال ۱۸۸۶، «شهرستان سانتا کلارا علیه شرکت راه‌آهن ساوترن پاسیفیک»،  ادعا می‌کند که نظر دادگاه را در مورد بند حمایت یکسان متمم چهاردهم که در مورد شرکت‌ها اعمال می‌شود بیان می‌کند، بدون این‌که دادگاه در واقع تصمیمی گرفته یا نظر کتبی در این مورد صادر کرده باشد. این اولین باری بود که دادگاه عالی اعلام کرد که بند حمایت یک‌سان ضمیمه چهاردهم، به شرکت‌ها و اشخاص حقیقی حمایت‌های قانونی تفویض می‌کند، در حالی‌که در موارد متعدد دیگر، پس از «پرونده کالج دارتموث علیه وودوارد» در سال ۱۸۱۹، به‌رسمیت شناخته شده بود که شرکت‌ها از برخی از حمایت‌های قانونی برخوردار باشند. در پرونده «بورول در مقابل شرکت هابی لابی استورز».‏ (۲۰۱۴)، دادگاه دریافت که قانون احیای آزادی مذهبی در سال ۱۹۹۳، هابی لابی را از جنبه‌های لایحه حفاظت از بیمار و مراقبت مقرون‌به‌صرفه مستثنی می‌کند زیرا این جنبه‌ها بار قابل توجهی را بر دوش صاحبان شرکت در راستای اجرای آزادانه اعتقادات مذهبی وارد می‌نمودند.
دادگاه‌های ایالات متحده برخی از حمایت‌های قانونی را بر اساس دلایل مختلف به شرکت‌ها تعمیم داده‌اند. یک دیدگاه اولیه، که به‌طور متفاوتی به‌عنوان نظریه «قراردادی»، «همکار» یا «مجموعه» شناخته می‌شود، بر این باور است که مالکان دارایی حتی زمانی‌که ملکیت در اختیار یک شرکت باشد نه مستقیماً تحت نام مالک، از حمایت‌های قانونی خاصی برخوردار هستند. «جان نورتون پومروی»،  وکیل شرکت، در دهه ۱۸۸۰ استدلال کرد که «اساسنامه‌های که ممنوعیت‌های آن‌ها را در برخورد با شرکت‌ها نقض می‌کند، لزوماً باید حقوق اشخاص حقیقی را نقض کند. در اعمال و اجرای این ضمانت‌های قانونی، شرکت‌ها را نمی‌توان از اشخاص حقیقی که آن‌ها را تشکیل می‌دهند جدا کرد».
به عین ترتیب، طرف‌داران ممکن است استدلال کنند که یک شرکت می‌تواند ابزاری برای اعمال حقوق سهام‌داران برای آزادی بیان باشد. تحت این دیدگاه، چنین حقوق اساسی ممکن است به سایر انجمن‌های مردم نیز تعمیم یابد، حتی در مواردی که انجمن شکل قانونی رسمی یک شرکت را به خود نگیرد. دیدگاه دوم، که به‌عنوان دیدگاه «نهاد واقعی» یا «نهاد طبیعی» شناخته می‌شود، پیش‌فرض مقررات شرکتی را علیه دولت‌ها تغییر می‌دهد.
دیدگاه غالب از دهه ۱۹۲۰ تا ۱۹۸۰، که توسط فیلسوف جان دیویی حمایت می‌شد، اظهار داشت که چنین دیدگاه‌های اغلب تعمیم بیش از حد هستند و تصمیم برای اعطای حقوق شرکتی در یک حوزه معین باید منوط باشد به پیامدهای انجام آن. دهه ۱۹۸۰ شاهد انفجار تحلیل‌های اقتصادی بود، به‌طوری که به یک شرکت اغلب به‌عنوان پیوندی از قراردادها و به‌عنوان یک عامل اقتصادی دیده می‌شد که از طرف سهام‌داران‌اش عمل می‌کند.